# Ciemnogłów wąskolistny
Ciemnogłów wąskolistny (Gymnadenia nigra (L.) Rchb.f.) – gatunek rośliny z rodziny storczykowatych (Orchidaceae Juss.). Występuje naturalnie w Europie – między innymi na Półwyspie Skandynawskim, w Alpach oraz Pirenejach.

## Rozmieszczenie geograficzne
Rośnie naturalnie w Europie – między innymi na Półwyspie Skandynawskim, w Alpach oraz Pirenejach. W Szwecji został zaobserwowany między innymi w Jämtland, Härjedalen i Laponii. W Alpach występuje na całym ich obszarze. Jest rzadko spotykany, lecz czasami tworzy liczne skupiska. We Francji został zarejestrowany w departamentach Ardèche, Isère, Pireneje Atlantyckie, Pireneje Wschodnie oraz Var, a także prawdopodobnie w Ariège, natomiast w departamencie Alpy Nadmorskie wyginął. We Włoszech występuje w regionach Piemont, Lombardia, Trydent-Górna Adyga, Wenecja Euganejska, Friuli-Wenecja Julijska oraz Liguria. 

## Morfologia

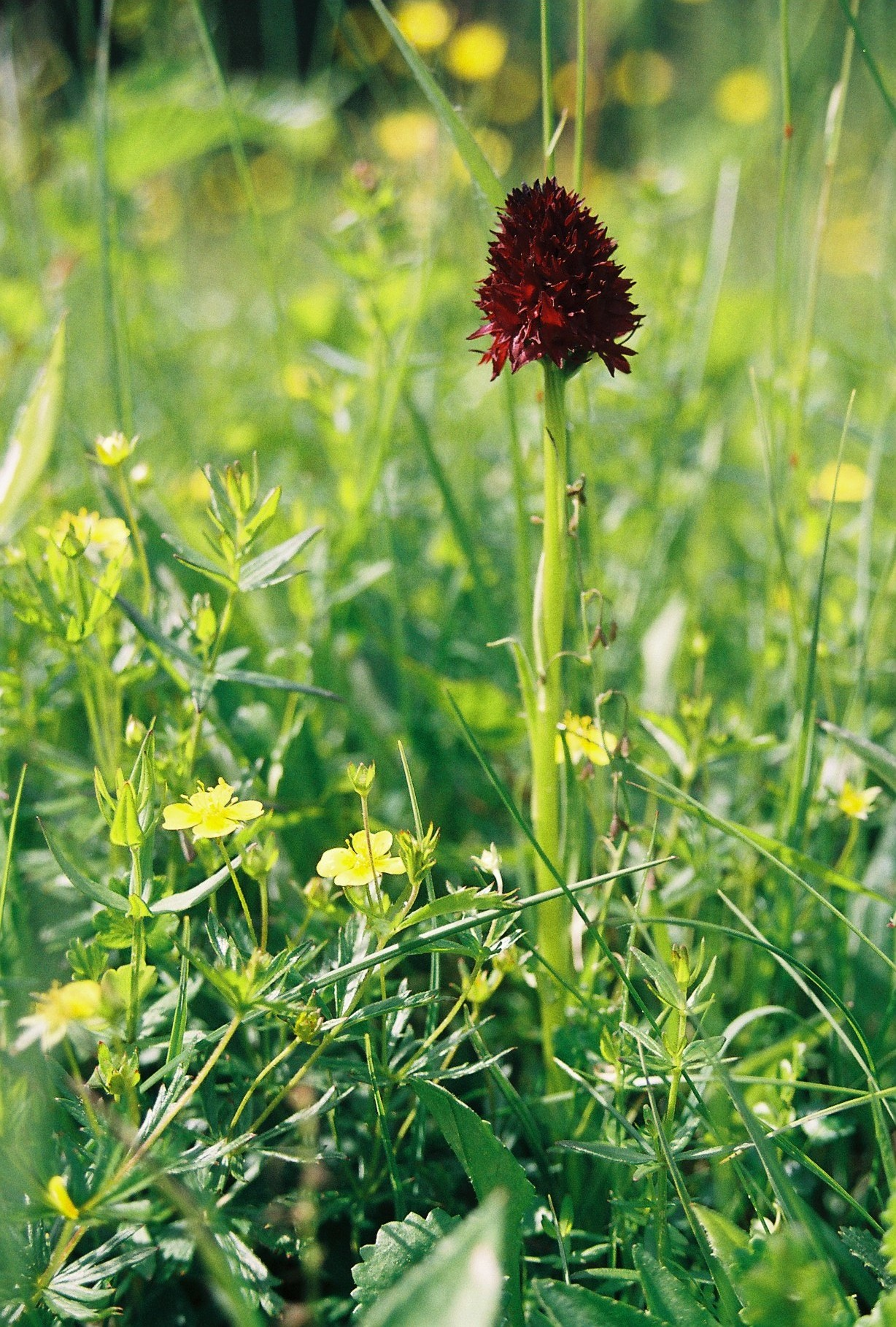
Pokrój rośliny kwitnącej

PokrójBylina dorastająca do 10–25 cm wysokości. Łodyga jest wzniesiona, nieco kanciasta. Bulwa jest dłoniasto podzielona.
LiścieNaprzemianległe, siedzące, obejmujące łodygę. Blaszka liściowa równowąska, na brzegu lekko ząbkowana.
KwiatyZebrane po około 50 w gęste kwiatostany na szczytach pędów, o kulistym lub jajowatym kształcie. Mają ciemnoczerwoną lub niemal brunatnoczerwoną barwę, choć czasami zdarzają się okazy jaśniejsze. Pojedynczy kwiat ma średnicę 1–1,5 cm. Warżka niemal trójkątna z długim prostym końcem uniesionym ku górze, co jest rzadkie u storczykowatych. Kwiaty wydzielają aromat podobny do wanilii.
Gatunki podobneRoślina jest podobna do storczyka drobnokwiatowego (Neotinea ustulata), który dorasta do 10–30 cm wysokości. Charakteryzuje się różowymi kwiatami z ciemnopurpurowymi zewnętrznymi listkami okwiatu. Nierozwinięte kwiaty tego gatunku często mają prawie czarną barwę w górnej części kwiatostanu.

## Biologia i ekologia
Rośnie na górskich łąkach. Preferuje stanowiska w pełnym nasłonecznieniu. Najlepiej rośnie na glebach bogatych w wapń i próchnicę. Występuje na wysokości od 1500 do 2500 m n.p.m. Kwitnie od czerwca do września.